# Super Copa Gaúcha 2015
In 2015 werd de derde editie van de Super Copa Gaúcha  gespeeld voor voetbalclubs uit de Braziliaanse staat Rio Grande do Sul. De competitie werd georganiseerd door de FGF en werd gespeeld van 2 tot 15 november. São José werd kampioen en plaatste zich zo voor de Recopa Gaúcha 2016 en de Série D 2016. 

## Deelnemers
| Club                | Stad                 | Gekwalificeerd als                                      | Deelnames |
| ------------------- | -------------------- | ------------------------------------------------------- | --------- |
| Cruzeiro            | Cachoeirinha         | Kampioen Campeonato da Região Metropolitana 2015        | 2ª        |
| Lajeadense          | Lajeado              | Kampioen Copa FGF 2015                                  | 2ª        |
| União Frederiquense | Frederico Westphalen | Kampioen Campeonato da Região Serrana de 2015           | 1ª        |
| São José            | Porto Alegre         | Vicekampioen Campeonato da Região Sul-Fronteira de 2015 | 1ª        |

## Eindronde
|  | halve finale        | halve finale | halve finale | halve finale |  |          | finale | finale | finale | finale |
|  |                     |              |              |              |  |          |        |        |        |        |
|  |                     |              |              |              |  |          |        |        |        |        |
|  | Cruzeiro            | 1            | 1            | 2            |  |          |        |        |        |        |
|  | Lajeadense          | 0            | 2            | 2            |  |          |        |        |        |        |
|  |                     |              |              |              |  | Cruzeiro | 0      | 1      | 1      |        |
|  |                     |              |              |              |  | São José | 1      | 1      | 2      |        |
|  | São José            | 2            | 2            | 4            |  |          |        |        |        |        |
|  | União Frederiquense | 1            | 0            | 1            |  |          |        |        |        |        |

## Kampioen
| Super Copa Gaúcha de 2015    |
| Porto Alegre                 |
| ---------------------------- |
| SÃO JOSÉ Kampioen (1° titel) |